# 752

## Události
Yaxun B'alam IV. se po desetiletých bojích dostává na trůn Yaxchilanu.

## Úmrtí
- 14. března – Zachariáš, papež (741–752)

## Hlavy států
Evropa:
- Papež – do 14. března Zachariáš, od 26. března Štěpán II.
- Byzanc – Konstantin V. Kopronymos
- Franská říše – Pipin III.
- Anglie
  - Wessex – Cuthred
  - Essex – Svvithred
  - Mercie – Æthelbald
- První bulharská říše – Sevar